# Cinema de Jordània
El cinema de Jordània es beneficia d'una bona varietat de paisatges i ubicacions que han estat utilitzades per cineastes d'arreu del món. Les pel·lícules que s'han rodat a Jordània inclouen Indiana Jones i l'última croada, que es va rodar a Petra d'Aràbia el 1988. Lawrence d'Aràbia dirigida per David Lean es va rodar al desert de Wadi Rum l'any 1961. Les pel·lícules recents que es van rodar a Jordània són En terra hostil dirigida per Kathryn Bigelow, Redacted dirigida per Brian De Palma, algunes escenes de la segona unitat de Transformers: Revenge of the Fallen, Caça a l'espia protagonitzada per Sean Penn, i Battle for Haditha dirigida per Nick Broomfield. Pel·lícules jordanes com Captain Abu Raed també es van concebre i rodar al país. .
El 2003, Jordan va desenvolupar la Royal Film Commission - Jordan per fomentar la realització de cinema al país i formar cineastes jordans en l'art de fer cinema. Abans de la RFC, l'Amman Filmmakers Cooperative havia estat activa en la promoció de la realització de cinema digital mitjançant tallers gratuïts a Amman i comunitats marginades a Jordània. Les pel·lícules de l'Amman Filmmakers Cooperative han tingut una bona acollida internacional i han guanyat nombrosos premis.
La comissió es va crear per promocionar Jordània com un lloc on la gent de l'Orient Mitjà pugui fer pel·lícules lliurement en col·laboració amb els cineastes més talentosos del món. Tot i que Jordània no té serveis de suport significatius com ara estudis, laboratoris i venedors d'equips de pel·lícula, el país s'ha utilitzat recentment per recrear moltes zones de l'Orient Mitjà que poden ser massa impredictibles per filmar-hi, com ara l'Iraq, l'Afganistan i els territoris palestins. El director Brian De Palma va dir que escollir Jordània per substituir l'Iraq tenia sentit; "El terreny és molt semblant a l'Iraq; a més, hi tenen prop d'un milió de refugiats iraquians."
El 2007 va ser un gran any per a la comunitat cinematogràfica jordana, amb 10 llargmetratges rodats allà, tres de les quals eren produccions pròpies.
El 2008, Jordània va crear l'Institut d'Arts Cinematogràfiques del Mar Roig, una escola de postgrau que ofereix un Màster en Belles Arts en Arts Cinematogràfiques.
El 2015, Jordània va rebre elogis per la seva pel·lícula Theeb dirigida per Naji Abu Nowar que parla de la província otomana de Hijaz durant la Primera Guerra Mundial, quan un nen beduí experimenta una arribada molt accelerada a la majoria d'edat mentre s'embarca en un perillós viatge al desert per guiar un oficial britànic cap al seu destí secret. El gener de 2016, per primera vegada per a Jordània, la pel·lícula va ser nominada a l'Oscar a la millor pel·lícula de parla no anglesa.